# Onychiurus encarpatus
Onychiurus encarpatus är en urinsektsart som beskrevs av Denis 1931. Onychiurus encarpatus ingår i släktet Onychiurus och familjen blekhoppstjärtar. Inga underarter finns listade i Catalogue of Life.